# Lexie Marie
Pour les articles homonymes, voir Lexie (homonymie) et Marie.
Lexie Marie ou Lexi Marie est une actrice américaine de films pornographiques et une danseuse née le 13 décembre 1985 à Scottsdale en Arizona.

## Biographie
Lexie est née en 1985 à Scottsdale en Arizona. Elle grandit à Sacramento en Californie. Elle fut durant ses études pom-pom girl et gymnaste.
À sa majorité, elle partir pour la ville de Phoenix en Arizona et commença une carrière de stripteaseuse au club Le Girls Cabaret. Elle posa nue dans le magazine Playtime Magazine et fut remarquée par Derek Hay qui représentait une agence de modèles du nom de LA Direct Models.

### Carrière dans le cinéma pour adulte
Après avoir signé un contrat avec LA Direct, Lexie fit son apparition dans des films X dans des scènes exclusivement lesbiennes. Elle continuait à poser en même temps.
Fin 2004, elle fut approchée par les firmes pour adultes Wicked Pictures, Hustler Video et Vivid Entertainment qui lui proposaient des contrats. Elle signa un an plus tard avec Vivid et devint ainsi une Vivid Girl. Elle commença alors à faire des scènes hétérosexuelles.

## Awards
- 2006 AVN Award nominee – Best Group Sex Scene, Video – Lexie & Monique Love Rocco
- 2007 AVN Award nominee – Best Supporting Actress, Film – Fade to Black 2
- 2007 AVN Award nominee – Best All-Girl Sex Scene, Film – Fade to Black 2
- 2007 AVN Award nominee – Best All-Girl Sex Scene, Video – Virtual Vivid Girl Sunny Leone
- 2007 AVN Award nominee – Best POV Sex Scene – POV Centerfolds 3
- 2009 AVN Award nominee – Best All-Girl Group Sex Scene – Where the Boys Aren't 19

## Filmographie partielle
- "Where the Boys Aren't 19" (2008)
- "Breast Seller 2" (2007)
- "Filthy's Dirty Cuts" (2007)
- "Where the Boys Aren't 18"(2007)
- "Out of Place" (2006)
- "Big Rack Attack 2" (2006)
- "Bitches in Training" (2006)
- "Cumstains 9" (2006)
- "Fishnets 4" (2006)
- "Jack's POV" (2006)
- "Marey Carey for Governor" (2006)
- "P.O.V. Centerfolds 3" (2006)
- "Pure Sextacy" (2006)
- "Stripper Fights" (2006)
- "Sexpose'" (2006)
- "Virtual Vivid Girl Sunny Leone" (2006)
- "Scream" (2005)
- "Fresh Flesh" (2005)
- "Dirty Little Devils 3" (2005)
- "Busty Beauties 15" (2005)
- "After Midnight" (2005/II)
- "Mes plus belles années" (2005)
- "Fade to Black 2" (2005)
- "High Heeled House Calls" (2005)
- "Home Schooled 2" (2005)
- "Inside Moves" (2005)
- "Invasion of the Porno Shooters" (2005)
- "Lexie Marie: Extreme Close-up" (2005)
- "More Than a Handful 14" (2005)
- "Out of Place" (2005)
- "Porno Revolution" (2005)
- "Served" (2005)
- "Sexual Auditions" (2005)
- "Skin on Skin" (2005)
- "Tongues and Twats 1" (2005)
- "Vivid Vegas Party" (2005)
- "Real Girlfriends" (2005)
- "Sunny" (2005)
- "Young Girls' Fantasies" (2005)
- "Finger Licking Good" (2004)
- "Flash" (2004)
- "Hustler Centerfolds 3" (2004)
- "Lexie and Monique Love Rocco" (2004)
- "Pussy Party 4" (2004)
- "She Squirts 14" (2004)
- "Welcome to the Valley 3" (2004)